# Taurignan-Castet
 Taurignan-Castet  là một xã ở tỉnh Ariège, thuộc vùng Occitanie ở phía tây nam nước Pháp.